# Alizée Dufraisse
Alizée Dufraisse (Pessac, 13 de junio de 1987) es una deportista francesa que compitió en escalada. Ganó una medalla de bronce en el Campeonato Europeo de Escalada de 2010, en la prueba de dificultad.

## Palmarés internacional
| Campeonato Europeo | Campeonato Europeo | Campeonato Europeo | Campeonato Europeo |
| Año                | Lugar              | Medalla            | Prueba             |
| ------------------ | ------------------ | ------------------ | ------------------ |
| 2010               | Imst (Austria)     | Medalla de bronce  | Dificultad         |